# Hemiexarnis cucuna
Hemiexarnis cucuna là một loài bướm đêm trong họ Noctuidae.